# Aktionærlån
 Denne artikel omhandler overvejende eller alene danske forhold. Hjælp gerne med at gøre artiklen mere almen.
Aktionærlån er en juridisk betegnelse for et selskabs udlån til selskabets aktionærer samt andre nært tilknyttede.

## Forbud
Ifølge aktieselskabslovens (AL) § 115 og anpartsselskabsloven2 (APL) § 49, er det forbudt for henholdsvis aktieselskaber og anpartsselskaber at yde lån til selskabets (eller et eventuelt moderselskabs) aktionærer, anpartshavere, bestyrelsesmedlemmer, bestyrelsessuppleanter, repræsentantskabsmedlemmer, direktører og revisorer. Førnævnte personers nære familie som ægtefæller, børn, forældre mv. er også omfattet af forbuddet. Et særligt forbud gælder mod udlån til at tegne aktier i selskabet.
Forbuddet gælder pengelån og sikkerhedsstillelser (f.eks. kaution), men gælder derimod ikke for udlån af reale goder som f.eks. maskiner og inventar; blot disse udlånes på markedsvilkår (dvs. ikke udlånes billigere end normalt eller på andre gunstige vilkår).

## Konsekvenser
Hvis der er foretaget et ulovligt aktionærlån, hvilket skal fremgå af selskabets årsrapport, vil der blive fremsat et krav fra Erhvervs- og Selskabsstyrelsen om, at forholdet skal berigtiges, dvs. pengene skal omgående betales tilbage til selskabet. Bliver dette ikke gjort inden for den fastsatte frist, kan de ansvarlige for det ulovlige aktionærlån pålægges tvangsbøder indtil berigtigelsen finder sted. Derudover vil forholdet medføre en bøde til de medvirkende bestyrelses- og direktionsmedlemmer, der typisk lyder på 5 % af beløbet. Viser det sig umuligt at inddrive pengene, hæfter de medvirkende aktører for selskabets tab. Til sidst kan der blive rejst tiltale for mandatsvig, såfremt selskabet går konkurs pga. tab som følge af ulovlige aktionærlån.

## Undtagelser
Der eksisterer en række undtagelser for forbuddet mod aktionærlån. Disse undtagelser gælder dog kun det almindelige forbud mod pengelån og sikkerhedsstillelse, og ikke det særlige forbud udlån til tegning af selskabets aktier, jf. ovenfor.

### Banker og sparekasser
Banker og sparekasser må naturligvis gerne låne ud til deres aktionærer, hvilket ellers ville medføre uforholdsmæssigt store omkostninger og besværligheder. Det er dog et krav, at banken eller sparekassens bestyrelsen skal overvåge udlån til bestyrelsen selv, direktionen og disses nærme familie. Lider selskabet tab som følge af udlån til disse persongrupper, kan bestyrelsen blive erstatningsansvarlig.

### Koncernforhold
Datterselskaber i et koncernforhold er tilladt at låne ud til moderselskabet, på trods af at dette formelt set er aktionær i datterselskabet. Koncernen skal dog være opmærksom på, at en udlåning til moderselskabet der i væsentlig grad svækker datterselskabets kapitalberedskab risikere at de to selskabet identificeres såfremt en af dem erklæres konkurs. Bestyrelsen i datterselskabet har derudover stadigvæk en pligt til at foretage en risikovurdering af udlånene, og kan som altid risikere et erstatningsansvar, såfremt selskabet lider et tab som følge af bestyrelsens uagtsomme dispositioner.

### Medarbejderaktier
I forbindelse med medarbejderaktieordninger er selskaber tilladt at udlåne penge til medarbejderne i forbindelse med disses erhvervelse af selskabets aktier. Kravet er dog, at der er tale om en ordning der dækker alle ansatte i virksomheden, og kan altså ikke bruges som et dække til kun at udlåne til selskabets direktion. Undtagelsen gælder kun udlån til medarbejdernes erhvervelse af aktier, og må altså under ingen omdstændigheder dække medarbejdernes øvrige ønsker om køb af f.eks. hus eller bil.